# Instituto de Estadística (Albania)
El Instituto de Estadística (en albanés: Instituti i Statistikës, INSTAT), es el organismo de estadística del gobierno de Albania. Fue creado en 1940.

## Historia
La primera oficina de estadística en Albania fue inaugurada en 1924. En el momento de la recogida de los datos económicos en el Ministerio de los Asuntos Públicos y la Agricultura de Albania. La actividad de esta oficina se limita a la agricultura de inventarios que consiste en el registro del número de agricultores, tipo de tierra y el uso de la agricultura, la ganadería, las plantas, así como algunas estadísticas sobre la industria, el comercio, la exportación, la importación y los precios.
El servicio estadístico fue por primera vez institucionalizado por la decisión no. 121, de fecha 8 de abril de 1940. El servicio de estadística del sistema fue establecido por la decisión no. 35, de fecha 13/01/1945 con la creación del Departamento de Estadística, bajo la autoridad del Consejo de Ministros de Albania. Este Departamento fue puesto más tarde bajo la autoridad de una Comisión estatal.
Actualmente, el instituto opera bajo la autoridad directa del Consejo de Ministros.